# Mohammed ibn Ghania
 (septembre 2019).
Si vous disposez d'ouvrages ou d'articles de référence ou si vous connaissez des sites web de qualité traitant du thème abordé ici, merci de compléter l'article en donnant les références utiles à sa vérifiabilité et en les liant à la section « Notes et références ».
Pour les articles homonymes, voir Mohammed.
Mohammed ibn Ali ibn Yusuf, plus connu sous le nom de Mohammed ibn Ali ibn Ghania, ou plus simplement Mohammed ibn Ghaniya était émir de Mayurqa (1126-1155).

## Biographie
Il était le fils d'un dirigeant berbère nommé Ali ibn Yusuf el-Massufi et de la princesse almoravide Ghania, qui a donné son nom à la famille beni Ghania, et au frère de Yahya ibn Ghania, wali de Valence et Muricie.
En 1126, il fut nommé wali almoravid de Mayurqa (Majorque). En 1148, les Almoravides coulèrent face au les Almohades, il resta indépendant et de nombreux sympathisants des Almoravides se dirigèrent vers les îles Baléares, le dernier centre d'opposition aux Almohades.
En 1165, il fut tué avec son fils et héritier Abdullah ibn Mohammed ibn Ghania, lors d'une révolution de palais dirigée par son autre fils, Ishaq ibn Mohammed ibn Ghania, qui accapara le trône.